# Lejeunea laeta
Lejeunea laeta là một loài Rêu trong họ Lejeuneaceae. Loài này được (Lehm. & Lindenb.) Lehm. & Lindenb. mô tả khoa học đầu tiên năm 1845.